# Oakleigh Park vasútállomás
Az Oakleigh Park vasútállomás London Barnet kerület Oakleigh Park részén fekszik. A 4. utazási zónába tartozik. Az állomás és az itt közlekedő vonatok a First Capital Connect kezelésében vannak.
Vonatok hétköznaponként körülbelül este fél tízig közlekednek Moorgate irányába, és a King's Crosshoz hétfőtől péntekig egész nap és szombat-vasárnap minden nap. A járatok leggyakrabban 313-as sorozatú motorvonatok, mivel ezek a vonatok képesek kifizetődő módon biztosítani a szolgáltatást. Hétvégenként néha 371-es sorozatú szerelvények is indítanak.
A járatok tipikus gyakoriságára az jellemző, hogy óránként három járat indul Moorgate, három pedig Welwyn Garden City irányába.

## Vasútvonalak
Az állomást az alábbi vasútvonalak érintik:

## Kapcsolódó állomások
A vasútállomáshoz az alábbi állomások vannak a legközelebb:
- Előző állomás: New Southgate
- Következő állomás: New Barnet